# Cesare Maffei
Cesare Maffei (Siena, 1805 – ...) è stato un pittore italiano.

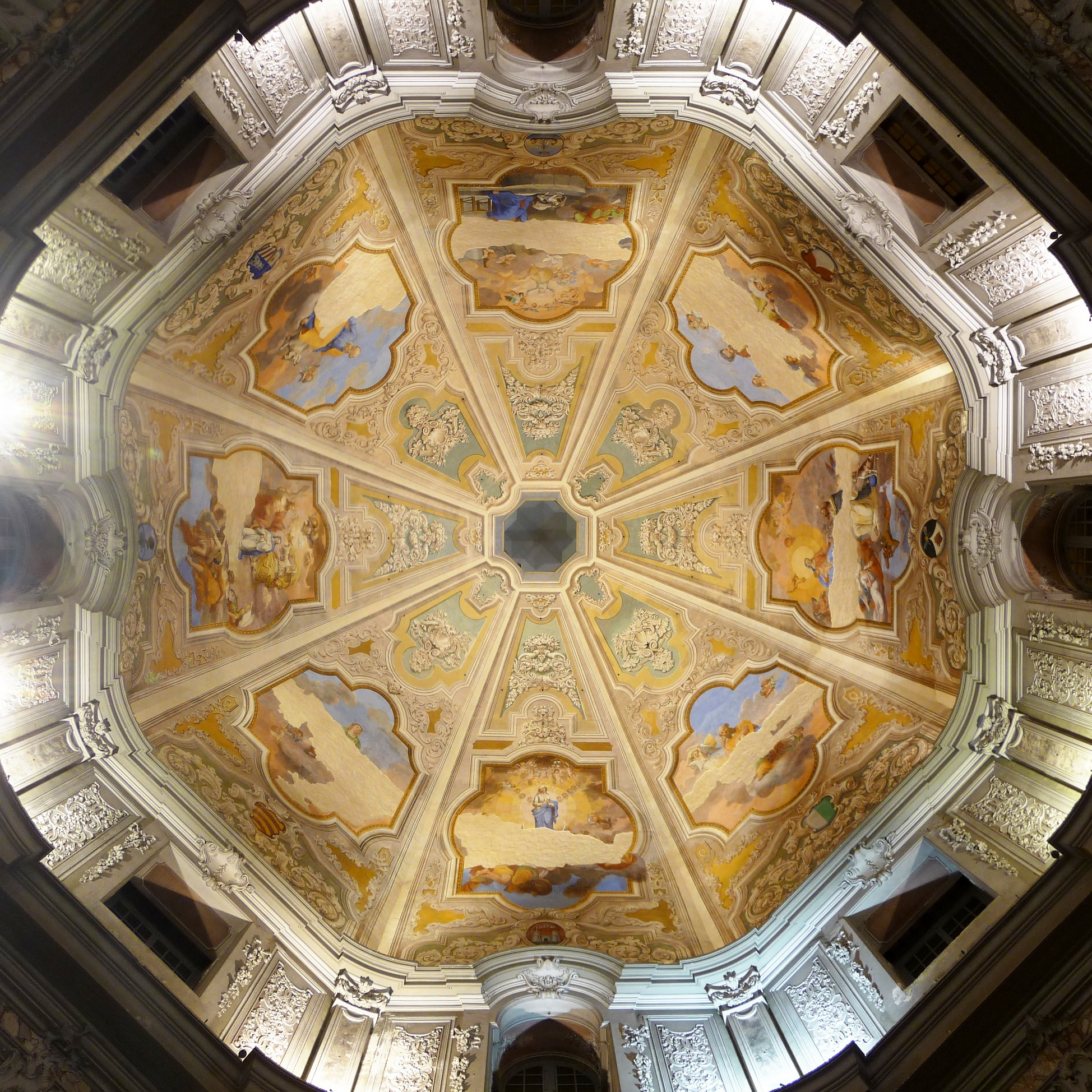
Cesare Maffei, affreschi in Santa Caterina, Livorno

Era figlio di Pietro Maffei, ornatista, e fratello di Alessandro, pittore e ornatista.
Si formò all'Accademia di Belle Arti di Siena, dove frequentò i corsi di G. Collignon e F. Mazzuoli.
Collaborò con il padre e il fratello e si dedicò alla pittura di figura e al nudo.
Tra il 1836 ed il 1838, nell'oratorio della Contrada della Torre di Siena dipinse un piccolo affresco dove raffigurò degli angeli con lo strumento per la follatura della lana, attrezzatura con cui fu martirizzato San Giacomo minore.
Sempre a Siena realizzò un ciclo di pitture inerenti storie dell'Iliade per il Palazzo Piccolomini Clementini.
Intorno alla metà del secolo lavorò al teatro di Girolamo Pagliano, a Firenze (poi Teatro Verdi) e nel 1854 decorò la tribuna della chiesa di San Regolo a Montaione con la Vergine in gloria tra i santi Regolo e Bartolomeo.
Nel 1855 affrescò la sacrestia della chiesa di Santa Caterina a Livorno e, dopo il 1858, sempre nella medesima città lavorò alla cappella de Larderel.
Quindi, dopo che una commissione scartò la proposta di Luigi Ademollo, fu incaricato di eseguire gli affreschi per la cupola della suddetta chiesa di Santa Caterina, dove, con la collaborazione di Pietro Calamai, realizzò i Quattro Evangelisti, scene della vita della Vergine e San Domenico che riceve il rosario dalla Madonna. 
I lavori, assai impegnativi, terminarono nel 1876.